# شبکه های هوابرد
شبکه هوابرد (AN) زیرساخت‌های متعلق به نیروی هوایی ایالات متحده است که خدمات انتقال ارتباطات را از طریق حداقل یک گره که در یک پلت‌فرم قابل پرواز قرار دارد، فراهم می‌کند.

## زمینه

### تعریف
هدف از شبکه هوابرد نیروی هوایی آمریکا، گسترش شبکه اطلاعات جهانی (GIG) برای اتصال سه حوزه اصلی جنگ‌افزار: هوا، فضا و زمینی است. شبکه سیستم ارتباطات ماهواره‌ای تبدیلی در حال حاضر اتصال برای تمام ارتباطات از طریق دارایی‌های فضایی را فراهم می‌کند. سیستم انتقال اطلاعات جنگی و ارتباطات قابل استقرار در تئاتر اتصالات زمینی را برای عملیات مبتنی بر تئاتر فراهم می‌کنند. شبکه هوابرد برای استفاده از تمام دارایی‌های هوابرد برای اتصال به شبکه‌های فضایی و زمینی طراحی شده است تا یک پلتفرم ارتباطی بدون درز در تمام حوزه‌ها ایجاد کند.

### قابلیت‌ها
قابلیت‌های شناسایی شده توسط این نوع سیستم، به مراتب فراتر از نیروی نظامی فعلی ما است. این سیستم به نیروی هوایی امکان می‌دهد تا یک شبکه قابل حمل فراهم کند، به اندازه کافی انعطاف‌پذیر برای ارتباط با هر دارایی هوایی، فضایی یا زمینی در منطقه. شبکه یک زیرساخت ارتباطی فراتر از خط دید (LoS) را فراهم می‌کند که می‌تواند بسته‌بندی و به داخل و خارج از فضای نبرد مورد نظر منتقل شود، که این امکان را به نظامیان می‌دهد تا یک شبکه ارتباطی قابل اعتماد و ایمن داشته باشند که به‌طور جهانی گسترش یافته است. شبکه به اندازه کافی انعطاف‌پذیر طراحی شده است تا بتواند بسته‌های ارتباطی و شبکه مناسب را برای یک منطقه، مأموریت یا فناوری خاص فراهم کند.
به‌طور عملیاتی، AN طراحی شده است تا خودکار، خودسازمان‌دهنده و خودتولیدکننده باشد، با گره‌هایی که با ورود و خروج از یک منطقه خاص به شبکه ملحق و از آن خارج می‌شوند. شبکه شامل پیوندهای تاکتیکی اختصاصی، پیوندهای هوا به هوا پهنای باند و شبکه‌های ad hoc ساخته شده توسط خدمات شبکه سیستم رادیویی تاکتیکی مشترک (JTRS) است. JTRS یک رادیو تعریف‌شده توسط نرم‌افزار است که با بسیاری از رادیوهای نظامی و غیرنظامی موجود کار خواهد کرد. این شامل رمزنگاری یکپارچه و نرم‌افزار شبکه پهن‌باند برای ایجاد شبکه ad hoc موبایل‌ها می‌باشد. همچنین به‌طور خودکار تجزیه و تحلیل عملکرد سیستم و تشخیص خطا را فراهم می‌کند، که تقاضا برای مداخله انسانی و نگهداری شبکه را کاهش می‌دهد.

### استفاده قصد شده
AN به عنوان سنگ بنای دکترین نظامی جدید شناخته شده به عنوان جنگ محور شبکه طراحی شده است. این دکترین برای استفاده از برتری اطلاعاتی توسعه یافته است تا با تجهیز جنگجویان به اطلاعات دقیق‌تر به فرماندهان و تیراندازان امکان دهد تصمیمات هوشمندانه‌تری به سرعت بگیرند. AN به جنگ محور شبکه کمک می‌کند با اینکه به فرماندهان امکان می‌دهد اطلاعات به موقع را به جنگجویان در هوا و زمین بدهند. جنگجویان سپس می‌توانند از اطلاعات بیشتری استفاده کرده و تصمیمات آگاهانه‌تری دربارهٔ نحوه عمل در یک شرایط خاص بگیرند. پس از انجام عمل، فرماندهان فوراً اطلاعاتی دربارهٔ نتیجه خواهند داشت و می‌توانند قضاوت کنند که چگونه ادامه دهند. در کل، AN طراحی شده است تا زمان لازم برای شناسایی یک هدف، گرفتن تصمیمات واضح و آگاهانه برای شلیک یا عدم شلیک، و ارزیابی میدان نبرد را کاهش دهد.

## توپولوژی‌ها
چهار توپولوژی اصلی توپولوژی شبکه وجود دارد که بر اساس قرارگیری شبکه‌های اصلی و فرعی متغیر خواهد بود.

### اتصال هوا، زمین، فضا
برقراری ارتباط مستقیم با یک هواپیما یا گره زمینی، از طریق یک ارتباط نقطه‌به‌نقطه برای گره‌های درون خط دید یا از طریق ارتباط مخابرات ماهواره‌ای (SATCOM) برای گره‌هایی که فراتر از خط دید هستند، به نام اتصال است. پیوندهای SATCOM اتصال به نقطه ورود شبکه زمینی را فراهم می‌کنند. هواپیماهای حمله که همراه با هواپیماهای C2 مانند AWACS هستند، از طریق پیوندهای نقطه‌به‌نقطه متصل می‌شوند. در نهایت، هواپیماهای C2 یا اطلاعات، نظارت، و شناسایی (ISR) ممکن است از طریق یک ارتباط خط دید مستقیم به نقطه ورود شبکه زمینی متصل شوند. هر یک از این گزینه‌های متصل به وسیله اتصال مانند یک هاب یا سوئیچ عمل می‌کند که دارای نقطه ورودی به یک شبکه بزرگتر است و به کاربران متصل خود دسترسی به آن شبکه را می‌دهد.

### Ad Hoc مسطح
یک توپولوژی ad hoc مسطح به برقراری اتصالات شبکه غیردائمی به عنوان نیاز بین گره‌های AN که در زمان معین حاضر هستند، اشاره دارد. با این شبکه، گره‌ها به‌طور پویا «دیگر گره‌ها را کشف می‌کنند» که می‌توانند به آن‌ها متصل شوند و شبکه را تشکیل دهند. اتصالات خاص بین گره‌ها از پیش برنامه‌ریزی نشده‌اند، اما همان‌طور که فرصت‌ها پیش می‌آیند ایجاد می‌شوند. گره‌ها به شبکه ملحق و از آن خارج می‌شوند، اتصالات خود را به گره‌های همسایه بر اساس مکان و ویژگی‌های تحرک خود به‌طور مداوم تغییر می‌دهند. 

### Ad Hoc سلسله مراتبی
شبکه‌های ad hoc می‌توانند به صورت مسطح باشند به این معنا که تمام گره‌ها همتای یکدیگر در یک شبکه واحد هستند، همان‌طور که در بالا بحث شد، یا می‌توانند خود را به صورت پویا به سلسله مراتبی سازمان دهند به طوری که سطوح بالاتر برای جابجایی داده‌ها بین زیرشبکه‌های محلی‌تر استفاده شوند. این توپولوژی شبکه را می‌توان با هر شبکه نصب شده معمولی که از روترها، سوئیچ‌ها و هاب‌ها برای اتصال موقت کاربران استفاده می‌کند، مقایسه کرد.

### شبکه اصلی دائمی
یک توپولوژی شبکه که توسط یک شبکه اصلی دائمی مشخص شده است، با استفاده از اتصالات پهن‌باند نسبتاً دائمی بین پلت‌فرم‌های با ارزش بالا که در مدارهای نسبتاً پایدار پرواز می‌کنند، ایجاد می‌شود. این اتصال بین زیرشبکه‌های تاکتیکی که نسبت به شبکه اصلی شبکه‌های حاشیه‌ای محسوب می‌شوند را فراهم می‌کند. این نقاط تمرکز برای اتصال به شبکه اصلی فضایی و همچنین به شبکه‌های زمینی را فراهم می‌کند. این نوع توپولوژی شبکه با یک شبکه دائمی معمولی با خطوط داده، روترها، سوئیچ‌ها و هاب‌های برقراری اتصال کاربران قابل مقایسه است.

## معماری

### مدیریت شبکه
سیستم مدیریت پلت‌فرم به اپراتورها امکان می‌دهد تا تمام عناصر شبکه موجود در بورد را مدیریت کنند. این با سیستم مدیریت شبکه هوابرد تعامل می‌کند تا به اپراتورها امکان دهد عناصر شبکه از راه دور در شبکه هوابرد را مدیریت کنند. سیستم مدیریت شبکه با آزمایش غیرفعال شبکه برای خطاها و تأخیر، سلامت شبکه را کنترل می‌کند. سیستم همچنین به‌طور فعال با پروب‌ها برای شناسایی و جداسازی اتصالات معیوب، خطاها را رفع خواهد کرد و به اپراتورها امکان می‌دهد تغییرات پارامترها و امنیت شبکه را بر اساس وضعیت شبکه به تمام سیستم‌ها اعمال کنند.

### مسیریابی/سوئیچینگ
مسیریابی و سوئیچینگ امکان انتقال داده‌ها را به‌طور پویا بر روی شبکه به سایر گره‌ها فراهم می‌کند. پروتکل‌های مسیریابی باید بتوانند گره‌های منتقل شده در پلتفرم خود و داده‌هایی که باید به سایر پلتفرم‌ها فرستاده شوند را شناسایی کنند، صرف‌نظر از توپولوژی فعلی. پروتکل مسیریابی همچنین باید با اطمینان از اینکه هیچ بسته مسیریابی شده‌ای از دست نرود هنگامی که یک گره نقطه اتصال خود به شبکه را تغییر می‌دهد، پرسه‌زنی بدون درز را فراهم کند. حفظ قابلیت ارتقاء در مسیریابی مهم است زیرا شبکه به‌طور مداوم در حال تغییر است. شبکه باید بتواند با سطوح متعددی از پلتفرم‌ها، تعداد متغیری از پلتفرم‌های سریع‌الحرکت و مقادیر متفاوتی از ترافیک در هر پلتفرم کار کند. روترها و سوئیچ‌ها از معیارها برای تعیین بهترین مسیرها برای ارسال داده‌ها استفاده خواهند کرد. پروتکل مسیریابی استفاده شده برای AN یک پروتکل مسیریابی کیفیت خدمات تطبیقی خواهد بود.

### دروازه‌ها/پروکسی‌ها
دروازه‌ها و پروکسی‌ها اتصال انواع مختلف فناوری‌ها صرف‌نظر از سن آن‌ها برای ارتباط در شبکه مبتنی بر IP را فراهم می‌کنند. دروازه‌ها و پروکسی‌ها در عملکرد این شبکه ضروری هستند زیرا فناوری‌های مختلفی برای ارتباط در هر حوزه استفاده می‌شوند. این سیستم‌ها انتقال زیرساخت‌های موجود در بورد، سیستم‌های انتقال، سیستم‌های پیوند داده تاکتیکی و برنامه‌های کاربری کاربر به سیستم‌های شبکه هوابرد هدف را تسهیل خواهند کرد؛ بنابراین، آن‌ها فقط موقتی هستند تا زمانی که تمام پلتفرم‌ها از رادیوی استاندارد IP برای انتقال استفاده کنند.

### پروکسی‌های افزایش دهنده عملکرد
پروکسی‌های افزایش دهنده عملکرد عملکرد برنامه‌های کاربری را که در شبکه هوابرد اجرا می‌شوند با مقابله با مشکلات شبکه بی‌سیم، مانند پهنای باند محدود، تأخیر طولانی، نرخ بالای از دست دادن داده‌ها و قطعی در اتصالات شبکه، بهبود می‌بخشند. سیستم‌های پروکسی بین برنامه کاربری و شبکه پیاده‌سازی می‌شوند و می‌توانند برای بهبود عملکرد در لایه‌های کاربردی و حمل‌ونقل مدل OSI استفاده شوند. برخی از تکنیک‌هایی که می‌توان استفاده کرد عبارتند از:
- فشرده‌سازی: فشرده‌سازی داده‌ها یا فشرده‌سازی هدر می‌تواند برای کاهش تعداد بیت‌های ارسالی بر روی شبکه استفاده شود.
- بسته‌بندی داده‌ها: بسته‌های داده کوچک‌تر می‌توانند (بسته‌بندی شوند) به یک بسته بزرگ ترکیبی برای انتقال بر روی شبکه تبدیل شوند.
- حافظه پنهان: یک حافظه پنهان محلی می‌تواند برای ذخیره و ارائه اشیاء داده‌ای که چندین بار درخواست می‌شوند، استفاده شود، که انتقال‌ها بر روی شبکه را کاهش می‌دهد (و زمان پاسخ را بهبود می‌بخشد).
- ذخیره و ارسال: صف‌بندی پیام می‌تواند برای تضمین تحویل پیام به کاربرانی که از شبکه جدا شده‌اند یا مدتی قادر به اتصال به شبکه نیستند، استفاده شود. پس از اتصال پلتفرم، پیام‌های ذخیره شده ارسال می‌شوند.
- لوله‌کشی: به جای باز کردن چندین اتصال شبکه جداگانه، لوله‌کشی می‌تواند برای به اشتراک گذاشتن یک اتصال شبکه برای چندین انتقال داده استفاده شود.
- استریم‌کردن پروتکل: تعداد انتقالات برای برپا و برچیدن اتصالات و تأیید دریافت داده‌ها می‌تواند از طریق ترکیبی از حافظه پنهان، جعل و دسته‌بندی به حداقل برسد.
- ترجمه: ترجمه می‌تواند برای جایگزینی پروتکل‌ها یا فرمت‌های داده خاص با نسخه‌های کارآمدتر توسعه یافته برای محیط‌های بی‌سیم انجام شود.
- تأییدهای تعبیه‌شده: تأییدها می‌توانند در هدر بسته‌های بزرگ‌تر حامل اطلاعات تعبیه شوند تا تعداد بسته‌های عبوری از شبکه کاهش یابد.

## دسته‌بندی پلتفرم‌ها
برای دسته‌بندی یک دارایی هوابرد خاص یا تجهیزات ارتباطی کلاس، تمام هواپیماها به سه دسته اصلی تقسیم می‌شوند. این دسته‌ها بر اساس انواع مأموریت‌هایی که هواپیماها به‌طور معمول انجام می‌دهند، تعیین می‌شوند. هواپیماها همچنین بر اساس نوع تجهیزاتی که می‌توانند روی بدنه نصب کنند، در هر دسته قرار می‌گیرند. هر یک از بخش‌های زیر این سه دسته اصلی را توضیح می‌دهد.

### پلتفرم‌های جنگنده
پروفایل پرواز یک پلتفرم جنگنده هوابرد شامل دوره‌هایی از الگوهای پرواز پایدار و من�